# Virginia Lasheras
Virginia Lasheras Sánchez (Almería 1946 – Madrid 2000) fue una pintora contemporánea española.  Su obra parte de la figuración, hacia la abstracción sin perder el referente de la realidad.

## Trayectoria profesional

### Formación
Cursó estudios en la Escuela de Artes Aplicadas de Sevilla entre 1965 y 1968 y posteriormente en la Facultad de Bellas Artes de Santa Isabel en la misma ciudad. Se trasladó a  Madrid, y  completó su formación en la Academia de San Fernando y en el Instituto de Ciencias de la Educación de la Universidad Complutense de Madrid. En 1981 realizó los cursos de Doctorado en la Facultad de BBAA de Madrid.

### Becas
En la década de los 70, obtuvo la beca “El Paular” otorgada por el Ministerio de Educación y Ciencia para el estudio del paisaje en Segovia. Obtuvo la medalla de bronce en la exposición de becados, 
En 1981 obtuvo la Beca del Centro de Investigación de Nuevas Formas Expresivas y Promoción de las Artes Plásticas.   

### Docencia
Ingresa por oposición en 1975, como profesora de Dibujo artístico en la Escuela de Artes Aplicadas de Madrid, obteniendo la plaza por oposición.
En 1988 entró como profesora Asociada en el Departamento de Dibujo de la Facultad de BBAA de la Universidad Complutense de Madrid. 
En 1997 se convertirá en catedrática de dibujo artístico.

## Exposiciones (selección)
Principales exposiciones individuales
Tras exponer en Nueva York, Madrid o Zúrich, se incorpora en 1997 al grupo de artistas de la galería de Barcelona Sala Dalmau, realizando exposiciones individuales en dicha galería los años 2006, 2011, y 2015. En 2006, se le hizo una exposición homenaje.
2001 Retrospectiva póstuma en la Caja San Fernando  de Sevilla.
2000 Centro Cultural Conde Duque, Madrid.

## Exposiciones colectivas
Son numerosas las exposiciones colectivas en las que expuso su obra, a destacar en el año 1980 en el Museo de Arte Contemporáneo de Sevilla, en la Galería Fúcares, Almagro y la exposición internacional «Línea, Espacio y Expresión en la pintura española actual». Itinerante en Argentina, en el Palacio del Consejo Deliberante, Buenos Aires.
Destacando su participación con al Galería Seiquer de Madrid en la primera edición en el año 1982  de la Feria de Arte contemporáneo ARCO'82.